# Односи Србије и Исланда
Односи Србије и Исланда су инострани односи Републике Србије и Исланда.

## Билатерални односи
Дипломатски односи са Исландом су успостављени 2000. године.
Амбасада Републике Србије у Ослу (Норвешка) радно покрива Исланд.

### Дипломатски представници

#### У Београду
- Свавар Гјестсон, амбасадор, 2002—2006.
- Тордир Еинасон, амбасадор, 1988—1991.
- Бенедикт Сигирдсон Грендал, амбасадор, 1983—1988.
- Игви Сигирдир Ингварсон, амбасадор, 1977—1983.
- Гвидминдир Иварсон Гвидминдсон, амбасадор, 1976—1977.
- Хенрик Свеинсон Бјертнсон, амбасадор, 1965—1976.
- Пјетир Торстеинсон, амбасадор, 1960—1965.
- Хелгји Паулсон Брием, амбасадор, 1953—1960.

### Економски односи
- У 2020. години је остварен извоз од 2,5 милиона, а увоз од 730 хиљада евра.
- У 2019. остварен је извоз вредан 1,9 милиона УСД и увоз од 629 хиљада долара.
- У 2018. години извезено је робе вредне 1,4 милиона, а увезено вредности од 639 хиљада долара.[3][4]

Исландска компанија Actavis је 2003. године постала већински власник компаније "Здравље" из Лесковца. То је једина значајна исландска инвестиција у нашу привреду.